# Ahmed Bahja
Ahmed Bahja (en árabe: أحمد البهجة‎; Marrakech, Marruecos, 21 de diciembre de 1970) es un exfutbolista de Marruecos que jugaba en la posición de delantero.

## Carrera

### Club
| Periodo   | Club                   |
| --------- | ---------------------- |
| 1989-1996 | KAC Marrakech          |
| 1994-1995 | → Al-Hilal FC (cedido) |
| 1996-1999 | Ittihad FC             |
| 1999      | Al-Wasl FC             |
| 2000      | Al-Nassr               |
| 2000-2001 | Al-Ahly Tripoli        |
| 2001-2002 | Al-Nasr SC             |
| 2002-2003 | Raja Casablanca        |
| 2003-2005 | MAS Fez                |
| 2005      | Al Khartoum SC         |
| 2005-2007 | Najm de Marrakech      |

### Selección nacional
Debutó con Marruecos el 18 de marzo de 1992 en la victoria por 3-1 ante Estados Unidos en un partido amistoso jugado en Marrakech, partido en el que anotó su primer gol internacional. Su retiro internacional fue el 3 de febrero de 2000 en la derrota por 0-2 ante Nigeria en Lagos en la Copa Africana de Naciones 2000.
Participó en los Juegos Olímpicos de Barcelona 1992, la Copa Mundial de Fútbol de 1994 y en dos ediciones de la Copa Africana de Naciones.

## Logros

### Club
- Liga Profesional Saudí: 1996/1997, 1998/1999
- Copa Federación de Arabia Saudita: 1996/1997. 1998/1999
- Copa del Príncipe de la Corona Saudí: 1994/1995, 1996/1997
- Recopa Asiática : 1999
- Liga de Campeones Árabe: 1994

### Individual
- Mejor delantero por la SFA: 1997
- Bota de Oro Árabe: 1997
- Goleador de la Liga Profesional Saudí: 1996–97 (25 goles)
- Goleador de la Copa Federación de Arabia Saudita: 1996–97 (12 goles)
- Goleador de la Recopa Asiática: 1999 (6 goles)
- Goleador de la Copa del Emir de Catar: 1998 (10 goles)
- Goleador de la Recopa Árabe: 1996 (4 goles)
- Goleador de la Botola: 1993-94 (14 goles)